# マグダラのマリア教会

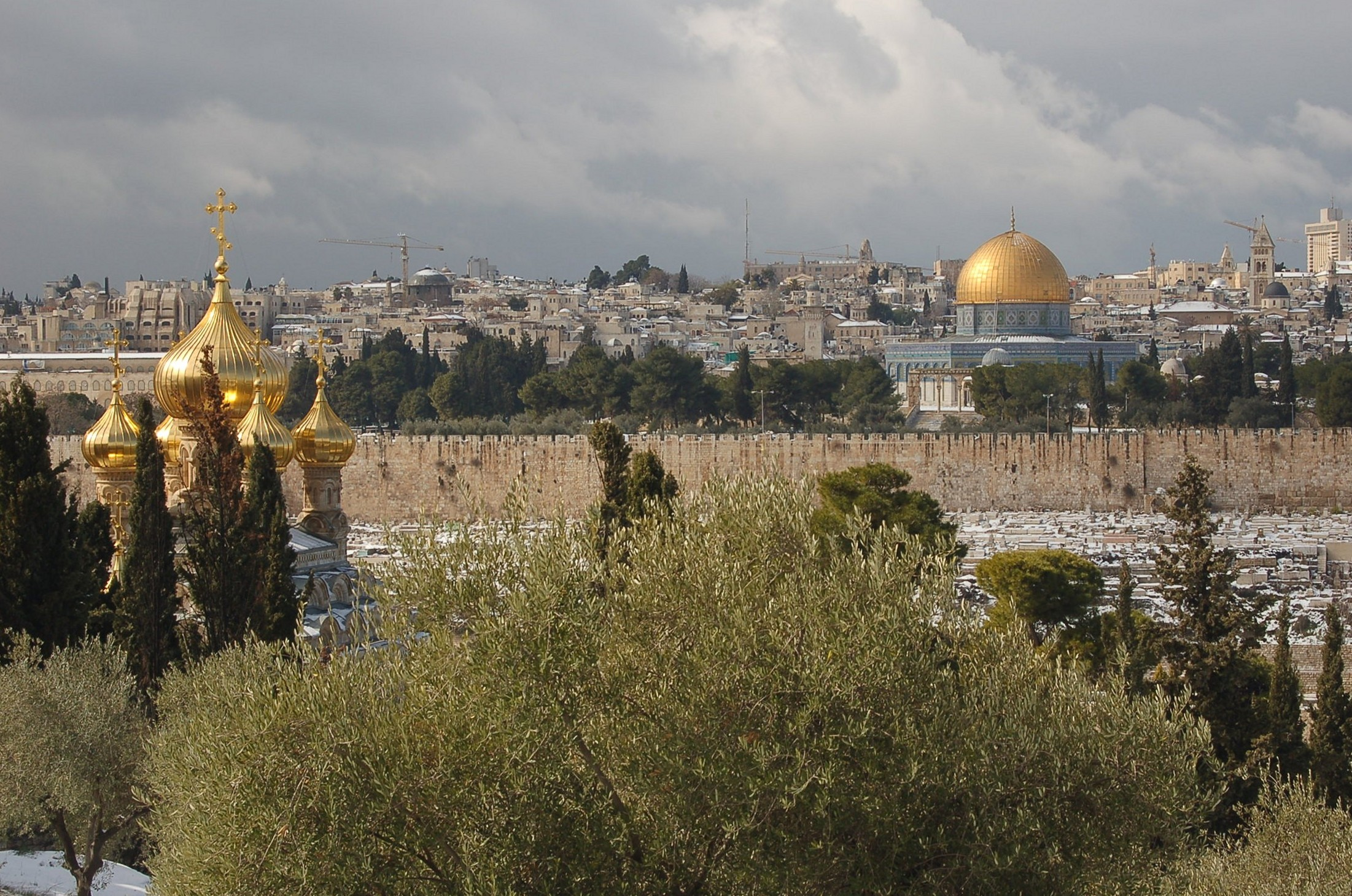
マグダラのマリア教会から神殿の丘の方向を見た際のエルサレムの風景

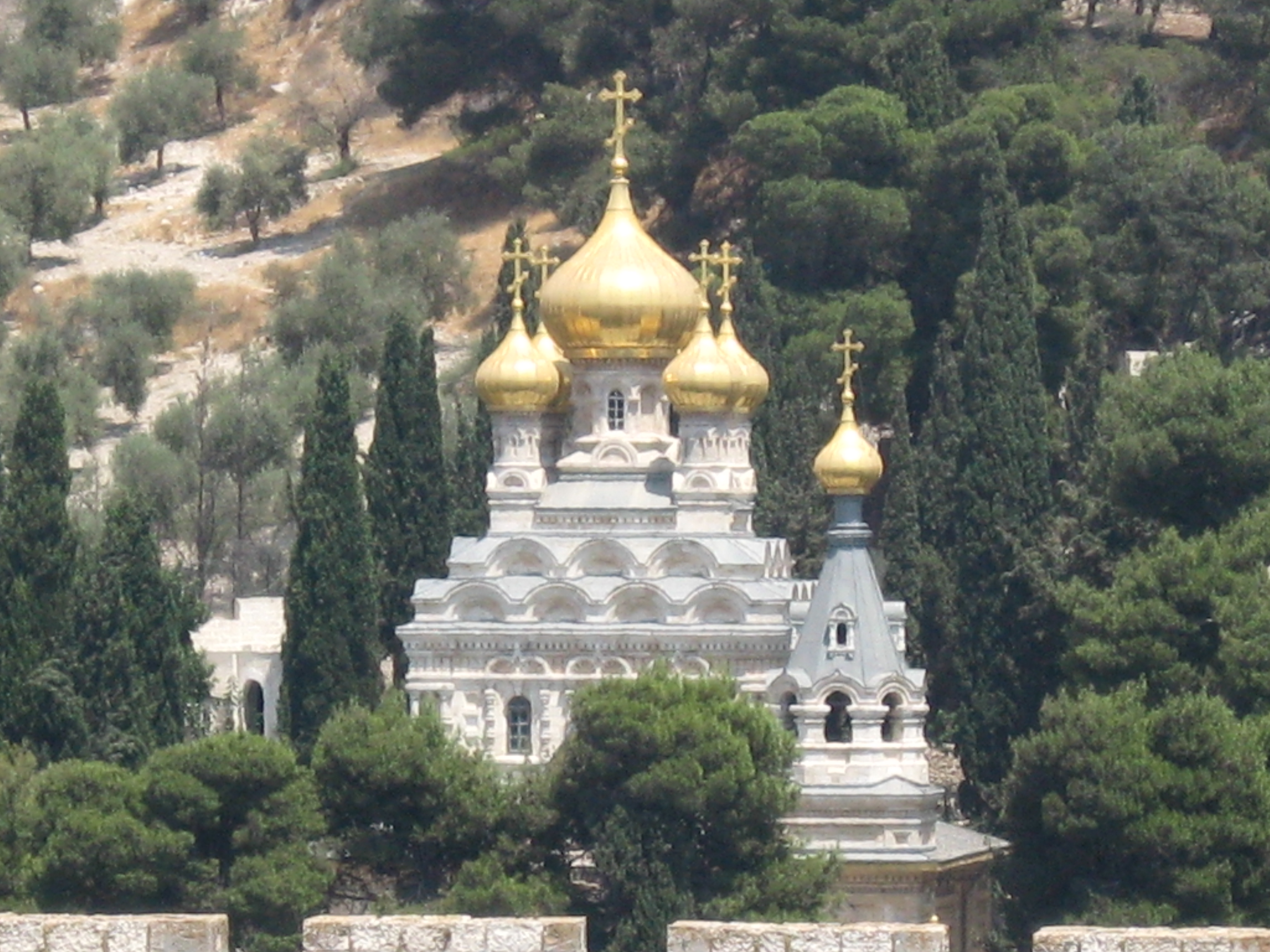
マグダラのマリア教会

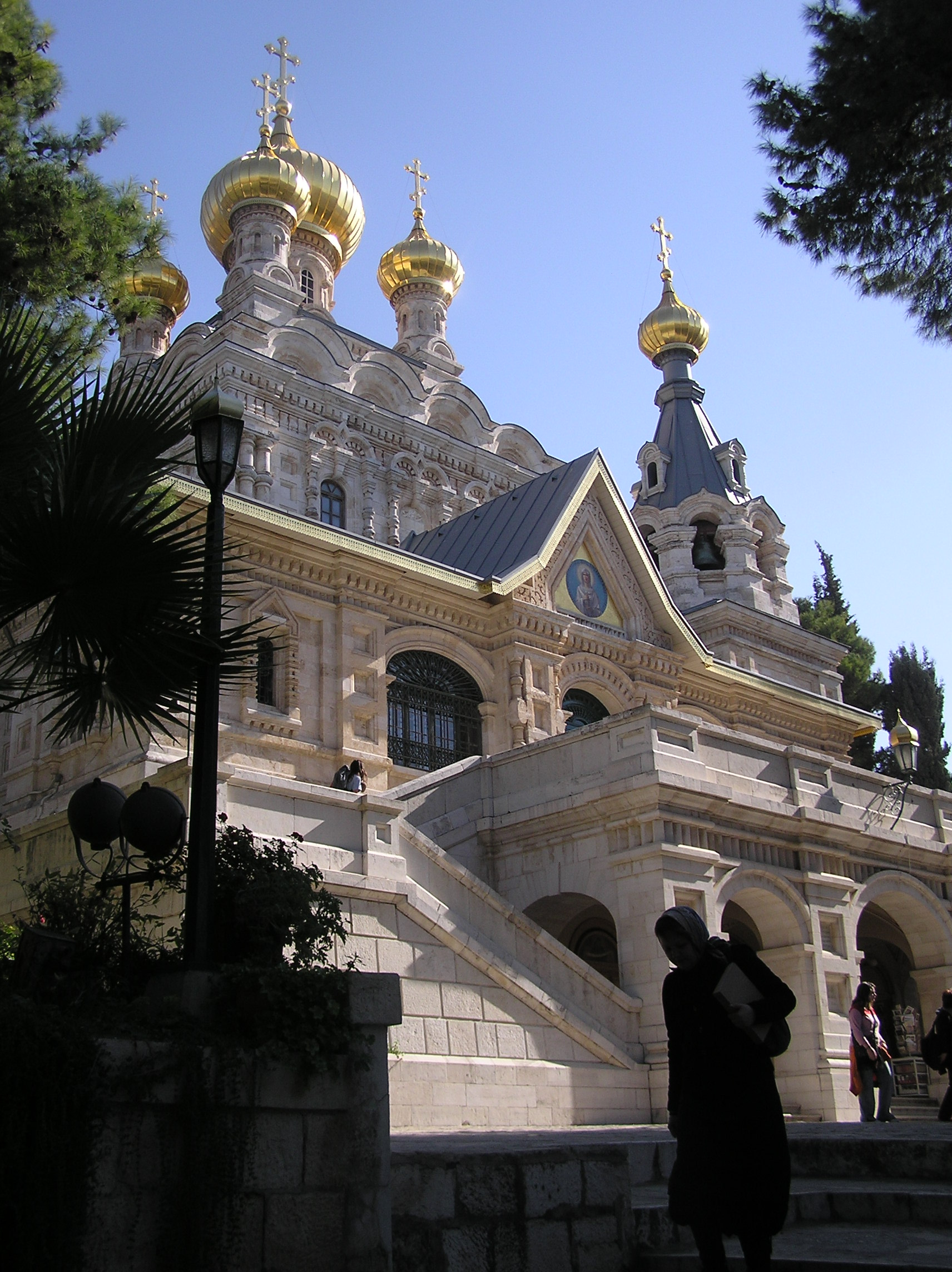
教会の入り口

マグダラのマリア教会（ヘブライ語: כנסיית מריה מגדלנה, ロシア語: Церковь Святой Марии Магдалины）は、エルサレムにある、19世紀に作られたロシア正教会の教会である。ゲッセマネの園の近く、オリーブ山に建っている。マグダラのマリアに奉献されており、聖人であるロシア大公妃エリザヴェータ・フョードロヴナなどが埋葬されている。聖マグダラのマリア修道院の一部である。

## 場所
イスラエルの都市エルサレムのオリーブ山の中腹あたりに建っているロシア正教会の教会である。新約聖書に登場するゲッセマネの園の近く、ケデロンの谷を隔ててちょうど神殿の丘の向かいにあり、カトリックの教会である万国民の教会が近くにある。

## 来歴

### 建造
1881年にロシア皇帝アレクサンドル3世がエルサレムを訪問した際、1年前に死去し、マグダラのマリアを守護聖人としていた母であるロシア皇后マリア・アレクサンドロヴナを記念するための教会をこの地に建造したらどうかという案が出た。アレクサンドル3世とその兄弟たちは母のための教会を作ることに決め、1888年に教会が完成した。

### 奉献
この教会はイエス・キリストに付き従っていたマグダラのマリアに奉献されている。『マルコによる福音書』16:9によると、マグダラのマリアは復活したキリストを最初に見た人物であった (Mark 16:9)。マグダラのマリアはイエスの弟子の中でも不可欠で非常に重要な存在であると見なされており、かつマルタの妹であるベタニアのマリアと並んでイエスに付き従っていた主要な女性の協働者であるが、マグダラのマリアとベタニアのマリアは同一人物ではないかと考える向きもある。

## 埋葬されている人物

### エリザヴェータ・フョードロヴナとバルバラ
ロシア革命により殉教した2人の聖人であるロシア大公妃エリザヴェータ・フョードロヴナと、大公妃に付き従っていたロシア正教会の修道女であるバルバラ・ヤコブレバの聖遺物がマグダラのマリア教会におされめられており、教会で見ることができる。ヴィクトリア女王の孫娘であるエリザヴェータと夫のセルゲイ・アレクサンドロヴィチ大公はこの教会の奉献式に皇帝の名代として参加しており、エリザヴェータはそれ以来この教会を支援していた。
エリザヴェータとバルバラの遺骸は地下に安置されていたが、1981年にロシア正教会によってこの2名が列聖されたのを機に、教会の上の階に移された。1998年にはイギリス、ロンドンにあるウェストミンスター寺院にもエリザヴェータの像が建てられた。1990年に政治的状況が大きく変化したため、モスクワ総主教はロシア王室のメンバーを含む革命期の殉教者を顕彰すべきだと考え、エリザヴェータの殉教した聖人としての地位が1992年4月に確認された。

### アリス・オブ・バッテンバーグ
ミルフォード・ヘイヴン侯爵ルイス・アレグザンダー・マウントバッテンの娘でギリシャ王子アンドレアスの妃であり、エリザベス2世の王配エディンバラ公フィリップの母であるアリス・オブ・バッテンバーグは1930年代にマグダラのマリア教会を訪問し、おばである「エラ」ことエリザヴェータ大公妃のそばに葬られたいと考えるようになった。アリス・オブ・バッテンバーグはギリシャ正教会の敬虔な信徒で、のちに修道女となっている。1969年にアリスはバッキンガム宮殿で死去した。イギリス側との長期にわたる交渉の末、1988年にアリスの遺骸は教会の下の階にある地下納骨堂に移された。

## 修道院
1936年に正教会に改宗したイングランド人女性であるマザー・メアリーにより、在外ロシア正教会（ROCOR）の管轄下にある女子修道会として聖マグダラのマリア修道院が設立された。マグダラのマリア教会はこの修道会の本拠であり、2020年時点で30人ほどの修道女が活動している。